# ケイリンシャ・トライトン
トライトン (Triton ) は、ケイリンシャがスクーター用に販売しているトライクアダプターキットである。後継のトライトンѱについても解説する。

## 概要
従来のトライクはベースとなる車両の前輪又は後輪のトレッドを広くとっており、ベースであるオートバイの操縦性が失われていた。このトライトンはDSAS (Dual Single Arm Suspention ) という左右独立したシングルアームサスペンションを装備しフロントタイヤがそれぞれ独立したシステムを搭載することで三輪の安定性と二輪の操縦性を兼ね備えるトライクにすることができる。前輪部分のトレッドのみ改造しており、トレッドもわずか数cmでしかないため、それぞれの路面をとらえ直進はおろか三輪の弱点であるコーナリングにも車体をバンクすることで安定した走行が可能となり、二輪のスタイルも損ねることがない。改造費も低コストに抑えることができる。
さらにこのトライトンの考え方はそのままにDSASをさらに進化させたSSAS (Symmetrical Single Arm Suspention ) により安定した走りも可能にした発展型トライトンѰが製作されている。
日本に於いては、発売当初普通自動車免許で乗ることができる（大型二輪免許や普通二輪免許が不要）ということで注目を浴びていたが、2009年9月1日より道路交通法施行規則の一部改正により当車種のように左右の間隔が460mm未満であるなど内閣総理大臣が定める基準に該当するトライクは特定二輪車と見なされるようになり、運転に際しては排気量に応じて大型二輪免許または普通二輪免許の所持、ヘルメット着用などが必要となった。また、自賠責保険や税金も軽二輪扱いとなる。
なお、ケイリンシャでは普通免許を所持し原付を含むオートバイの運転経験者のみに販売するようにしている。

## 適用車種
- ホンダ・フォルツァ
- ヤマハ・マジェスティ